# Michael C. Blumenthal
Michael C. Blumenthal (* 8. März 1949 in New Jersey, USA) ist ein US-amerikanischer Schriftsteller und Rechtswissenschaftler.

## Leben
Michael C. Blumenthal schloss 1974 sein Studium der Rechtswissenschaft an der Cornell University mit einer Promotion (J.D.) ab, nachdem er sein Grundstudium in Philosophie und Volkswirtschaft an der Binghamton University im Staat New York absolviert hatte. Nach verschiedenen Tätigkeiten, u. a. als Rechtsanwalt der Federal Trade Commission in Washington, D.C. und als Lektor bei Time Life Books, wurde er Dozent für kreatives Schreiben an der Universität Harvard. Von 1992 bis 1996 war er als Stipendiat der Fulbright-Stiftung Hochschullehrer in Budapest in Ungarn. Seither war er als außerordentlicher Professor an verschiedenen Universitäten der USA und im Ausland, so hatte er u. a. 1999 / 2000 die Fulbright-Professur der Freien Universität in Berlin inne, 2000 die Professur für Amerikanistik an der Université Jean Monet in Saint-Etienne und 2001/2002 die Professur für kreatives Schreiben an der Université Sciences-Po in Paris. Seit 2009 bis heute lehrt er Rechtswissenschaft als a.o. Professor am Copenhaver Distinguished Visiting Chair der West Virginia University.

## Werk
Michael C. Blumenthal hat bisher in der Hauptsache Lyrik veröffentlicht, zudem Romane und Essays sowie etliche Artikel und Zeitschriftenbeiträge. Er übersetzt aus dem Deutschen, Französischen und Ungarischen ins Amerikanische. Sein Stil ist gleichzeitig realistisch und lyrisch, er selbst sieht sich als Anti-Romantiker.
Seine Arbeiten wurden in der amerikanischen Presse umfassend und weit überwiegend positiv aufgenommen, so u. a. in The Nation, The Washington Post, Publishers Weekly, Library Journal, The Jewish Daily Forward, Boston Globe, Poetry.
Michael C. Blumenthal hat viele Stipendien und Preise erhalten, so ist er u. a. Träger des Harold U. Ribelow Prize für Werke jüdischer Epik, des Scalg-Lyrikpreises für Gedichte auf Deutsch (2009), des National Endowment for the Arts (2005) und des Isabella Gardner Poetry Preises.
Seine Berichte von einem Forschungsaufenthalt in Südafrika, wo er sich mit dem Verhalten verwaister Affenjungen befasste, wurden 2008 in Natural History und im The Washington Post Magazine abgedruckt.

## Kindheit
Michael C. Blumenthals leibliche Eltern waren Hühnerzüchter in New Jersey, die als jüdische Deutsche vor den Nazis in den 30er Jahren nach Palästina flüchteten und Ende der 40er Jahre in die USA gingen. Aus Dankbarkeit für Hilfe bei der Einreise und in der neuen Heimat gaben sie Michael C. Blumenthal wenige Tage nach seiner Geburt in die Obhut von kinderlos gebliebenen Verwandten, einem jüdischen Pelzhändler aus New York und seiner Frau, auch sie deutsche Holocaust-Flüchtlinge. Der Knabe entdeckte erst mit zehn Jahren beim Tod seiner vermeintlichen Mutter, dass er mit vollkommen falschen Vorstellungen von seiner Herkunft und Identität aufgewachsen war. Die aus dem „Verschenken“ des Kindes resultierenden Geheimnisse, Missverständnisse und Katastrophen haben den Autor tief geprägt. Er hat sie in seinen 2002 bei HarperCollins erschienenen Erinnerungen „All My Mothers and Fathers“ (deutsch 2011) verarbeitet. Die Erinnerung wurden in den USA bei Publikum und Presse intensiv zur Kenntnis genommen und besiegelten Blumenthals Ruf als Epiker, brachten ihm aber auch Vorwürfe ein, mit seinen Verwandten und anderen Personen zu hart und zu realistisch, fast schonungslos umgegangen zu sein.

## Zitate
- vom Autor

„Meine Ziele als Dichter waren immer ziemlich überschaubar und schlicht: Danach zu streben, zugleich intelligent und verständlich zu sein, keine Empfindungen anzusprechen, die niedriger als meine eigenen sind, diesem Leben und seinen Schmerzen und seiner Herrlichkeit Tribut zu zollen. Ich nenne mich stolz einen Poeten des Alltags, denn der Alltag ist der Bereich, in dem wir leben und atmen, feiern und leiden. Der Alltag ist in mancher Hinsicht unsere einzige Ewigkeit.“
- zum Autor

„Michael Blumenthals herrliches neues Buch ‚AND‘ ist ein übermütiger Lobgesang in Whitmanscher Manier auf die ‚UND und Undsoweiters‘ der Welt. Ambitioniert, mit großem Herzen, witzig und pointiert, ‚AND‘ ist ein Buch zum Feiern, ein Kleinod.“
Alan Shapiro
„Einer der großen Dichter seiner Generation.“
Seamus Heaney, Träger des Nobelpreises für Literatur
- Pressestimmen

„Blumenthal ist witzig, tief, erotisch, verspielt, ironisch, elegisch und, in seinen stärksten Momenten, nah am Lobpreis. Seine Stimme ist wie keine andere. Sein Ton ist packend und vollkommen neu.“
The Nation

## Werke

### Bücher
Englisch
- Sympathetic Magic, Gedichte, Huntington, NY: Walter Mark Press 1980
- Days We Would Rather Know, Gedichte, New York, NY: Viking 1984
- Laps, Gedichte, Amherst, MA: University of Massachusetts Press 1984
- Against Romance, Gedichte, New York, NY: Viking 1987
- The Wages of Goodness, Gedichte, Columbia, MO: University of Missouri Press 1992
- Weinstock Among the Dying, Roman, Cambridge, MA: Zoland Books 1993
- When History Enters the House. Essays from Central Europe, Essays, Bainbridge Island, Washington: Pleasure Boat Studio 1997
- Dusty Angel, Gedichte, Rochester, NY: BOA Editions 1999
- And Yet. Selected Poems of Péter Kántor, Übersetzung, Budapest: Irodalom Publishers 2000
- All My Mothers and Fathers, Erinnerungen, New York, NY: HarperCollins 2002
- Correcting The World. Selected Poetry and Writings of Michael Blumenthal, Anthologie, University of West Virginia: Legal Studies Forum 2007
- AND, Gedichte, Rochester, NY: BOA Editions 2009
- Unknown Places. Poems by Péter Kántor, Übersetzung, New York, NY: Pleasure Boat Studios 2010

Deutsch
- Alle meine Mütter und Väter. Erinnerungen. VAT, Mainz 2011, ISBN 978-3-940884-45-9.
- Engel, Vögel, Lieder. Gedichte über zehn Jahre. Auswahl. VAT, Mainz 2011, ISBN 978-3-940884-33-6.
- Zum Affen werden. Reisebericht. VAT, Mainz 2012, ISBN 978-3-940884-80-0.
- Weinstock unter den Sterbenden. Roman. VAT, Mainz 2013, ISBN 978-3-940884-83-1.